# Assemblée législative de Montserrat
Pour les autres articles nationaux ou selon les autres juridictions, voir Assemblée législative.
IIIe législature
L'Assemblée législative de Montserrat (en anglais : Montserrat Legislative Assembly) est le parlement monocaméral de l'île de Montserrat, un territoire d'outre-mer autonome du Royaume-Uni. Elle est composée de onze membres dont neuf directement élus pour cinq ans.

## Histoire
L'Assemblée législative est créée à la suite de la promulgation d'une nouvelle constitution en 2011, succédant ainsi au Conseil législatif,. Les premières élections ont lieu en 2014.

## Système électoral
L'Assemblée législative est composée d'un total de onze membres, dont neuf élus au scrutin direct pour cinq ans et deux membres dits ex officio. Les membres élus le sont au scrutin majoritaire plurinominal dans une unique circonscription électorale, les électeurs disposant d'autant de voix que de sièges à pourvoir. Le procureur général ainsi que le secrétaire des finances, sont quant à eux membres de droit.